# 苏格兰民族党 (1928年)
苏格兰民族党（National Party of Scotland）是蘇格蘭歷史上的一个中間偏左政党，蘇格蘭民族黨是第一个蘇格蘭民族主義政党，也是第一个推動苏格兰自决的政党。
該黨成立于1928年，由三個組織合并而成。蘇格蘭民族黨参加了1929年英國大選和1931年英國大選以及多场補選。1934年，苏格兰民族党與苏格兰党合併成苏格兰民族党。 